# Hans Albrecht von Polenz
Hans Albrecht von Polenz (* 1692; † Juli 1760) war ein preußischer Oberst und Chef des Königsberger Land-Regiments. Er war Herr von Progen und Erbhauptmann von Allenburg.
Seine Eltern waren Adam Abraham von Polenz (* 12. März 1666; † 1, Oktober 1739) und dessen Ehefrau Dorothea von der Groeben. Er war zweimal verheiratet. Seine erste Frau wurde 1736 Marie Luise Gottliebe von Kittlitz, Tochter des Freiherren Gustav Ernst von Kittlitz († 1742) Erbherr auf Groß-Waldeck. Nach ihrem Tod heiratete er Dorothea Veronika von Falkenberg († 1762). Er hatte folgende Kinder:
- Adam Friedrich (* 1738; † nach 1801)
- Karl Albrecht (* 1740; † 1803) ⚭ Dorothea von Troschke (* 1756; † 1807) Scheidung 1792
- Otto Wilhelm († 11. Februar 1780)
- Alfred Leopold Abel (* August 1750; † nach 1798)